# Graphis glauca
Graphis glauca är en lavart som beskrevs av Müll. Arg. Graphis glauca ingår i släktet Graphis och familjen Graphidaceae.   Inga underarter finns listade i Catalogue of Life.